# Liturgia
A liturgia egy vallási csoport által végzett szokásos – hagyományban gyökeredző, előírás alapján végzett, rendszerbe foglalt imádságsor és szertartásrend – nyilvános tisztelet, imádat, istentisztelet. Vallási jelenségként a liturgia eljárásmód, ami lehetőséget kínál a szenttel közös érzelmi, lélektani hatás átéléséhez, ebben való közös részvételt jelent; esetleg kapcsolatot teremt az istenséggel, valamint a többi résztvevővel; miközben dicséret, hálaadás, kérés, vagy bűnbánat kifejezései is elhangzanak. Szorosabb értelemben a liturgia vallási szertartások egy meghatározott része. Minden vallási csoportban találunk előírást a megfelelő időben és sorrendben végzett vallási szolgálatokra, közös imádságokra, a szertartásrendre; de nem minden vallási szertartás, tevékenység, vagy rítus liturgia.
Az ábrahámi vallásokban (iszlám, keresztény, zsidó), a megfelelő liturgia Isten szolgálatát jelenti; ez közös és kölcsönös szolgálata, kötelessége, de egyben kötelezettsége is a közösség vezetőinek és a résztvevő imádóknak.
A római katolikus egyházban ma a liturgia Jézus Krisztus misztikus testének, nevezetesen a főnek és a tagoknak egész, hivatalos istentiszteletét jelenti, másképpen megfogalmazva, a liturgia az üdvösségtörténet megjelenítő átimádkozása, melynek során Isten dicsőítése és az emberek megszentelése történik. Az ortodox kereszténységben a liturgia magát a szentmisét jelöli (Szent Liturgia), a protestantizmusban pedig általában a hivatalos istentiszteletet, amelynek leglényegesebb eleme az igehirdetés és a gyülekezeti ének.” 

## A liturgia szó jelentése és használata
A liturgia szó a klasszikus görögben (λειτουργία, leitourgia; laosz, 'nép' + ergon, 'munka') közmunkát, népért végzett közszolgálatot jelentett, amit egyesek és csoportok a városállam, a nép javára végeztek, mint például a hadviselés, az olimpia, vagy a színházi játékok.
Az Ószövetség görög fordítása, a Septuaginta már legtöbbször kultikus összefüggésben használja, a Szent Sátorban végzett papi szolgálat értelemben (vö. Kiv 28,31-35; 29-35. f.; Szám 24. f.; Ez 40-46. f.), néhol pedig tágabban értelmezve a felebaráti szeretet tetteire alkalmazza. 

Az Újszövetségben jelenti az 'evangélium hirdetését' (vö. Róm 15,16; Fil 2,14-17.30), 'tevékeny felebaráti szeretetet' (vö. Róm 15,27; 2Kor 9,12; Fil 2,25), valamint az 'istentiszteletet' (vö. ApCsel 13,2; Lk 1,23), de a Zsidókhoz írt levél „lefoglalja Krisztus főpapi működésének leírására”  (8,6). 

Az első keresztényeknél a liturgia a szentmise, az Isten tiszteletére végzett cselekedetek gyűjtőfogalma, ami tovább él a keleti kereszténységben, viszont a római egyházban nem honosodott meg a kifejezés. Itt a liturgiára használt kifejezések: munus, oficium, mysterium, sacramentum, ritus, actio, stb. A nyugati egyházban csak később, "a 16. sz. óta használt fogalom, kezdetben szintén kizárólag mise jelentéssel, majd (a hivatalos egyházi nyelvben a 19. sz.-tól) hivatalosan elrendelt istentiszteletek összessége," vagy azoknak az egyház által előírt normáknak a gyűjteménye, amely a kultusz végzését szabályozza. A liturgia szót a liturgikus mozgalom eredményeként XII. Piusz pápa és a II. vatikáni zsinat (1962–1965) honosította meg újra.

## A kereszténységben
A legkorábbi egyházban az istentiszteletet nevezték liturgiának. Később a liturgia magába foglalja az egész nyilvános istentiszteletet, a katolicizmusban a szentmisén kívül a szentségek és szentelmények, a zsolozsma, a körmenetek és minden más egyházi ájtatosság szertartását.
A kereszténységben két fő fajtája ismert: nyugati (latin) és a keleti liturgia. A nyugati legismertebb formája a római, a keletié a bizánci.
A protestáns egyházak elvetették a liturgiát és újszövetségi mintára leegyszerűsítették az istentiszteletet.

### Fajtái
- Latin rítus
  - Római (tridenti, anglikán, kongói)
  - Gallikán
- Keleti rítus
  - Antiókhiai (maronita stb.)
  - Káld (szír-malabár stb.)
  - Bizánci (a legtöbb ortodox egyház)
  - Alexandriai (kopt)

### Latin rítus
Latin nyelven ott kezdték el végezni a szertartásokat, ahol a lakosság latinul beszélt. Mindenekelőtt Itáliában, Afrika északi részeiben, Galliában és Hispániában. Latin lett a liturgia nyelve a római egyház által megtérített népeknél is, kivéve a szlávokat.

#### Katolicizmus

##### A római liturgia története
A liturgia megállapítása az Egyház jogköréhez tartozik, minthogy a liturgia nem más, mint a hitcikkelyekben foglalt kinyilatkoztatott igazságok szimbolikus kifejezése és gyakorlati alkalmazása.
A liturgiák kialakulásának kezdete Nagy Konstantin rendelete, mely a keresztény vallásnak szabadságot biztosított. A kialakulásában jelentős tényezők voltak a stációk (állomások), s a velük kapcsolatos körmenetek, a vértanúk tisztelete, az Úr ünnepei, a kántorböjtök, a templomszentelések, kapcsolatban az ereklyék elhelyezésével a templomokban és oltárokon; a katekumenátus és nyilvános bűnbánat intézményeinek kiépítése stb.
A római katolikus egyházban számos oly mű van, mely az elmondandó imádságokat (Breviárium), az elvégzendő szertartásokat (Rituale Romanum, külön előírás, a Ceremonialé episcoporum v. Pontificale szerint végzik püspöki szertartásaikat a püspökök és a főpapok), a mise végzésének a szabályait (Missale) írják elő.
A kötelezően használandó, írásba foglalt, az egész évre előírt összes szertartási szöveget és szertartásrendet a liturgikus könyvekben jelenteti meg az egyház már a kora középkortól, a 6–7. századtól kezdve. Ezek az egyházi könyvek (füzetek) tartalmuk szerint lehetnek:
- szakramentáriumok (szertartáskönyvek)
- antifónás énekeskönyvek
- igeliturgikus naptárak
- ordók, vagy rubrikás könyvek (a papi teendők pontos leírása és azok elvégzésére utasítások)

I. Gergely pápa ösztönözte a liturgikus énekek összegyűjtését, füzetekbe rendezését és előírta ezek rendszeres, színvonalas használatát.
A történelem folyamán a népi hiedelmek és babonák beolvadtak a római katolikus liturgiába, felhasználva éppen azt, amelyek ellen az Egyház mindig is küzdött.

##### A liturgia nyelvhasználata
Eredetileg nincs parancs arra, hogy a keresztény liturgiában milyen nyelvet kell használni. A Római Birodalom területén terjedő keresztény vallás latin nyelven kezdte a szertartásait végezni, hiszen ott a lakosság döntő része beszélte, vagy értette a latint. A később megtérített népeknél is a latint használták, mivel a térítők legtöbbször nem beszéltek a megtérítettek nyelvén, kivéve a szlávoknál. Jogszokás miatt emelkedett végül törvényerőre, hogy latin lett a római liturgia hivatalos nyelve. Változást a protestáns mozgalmak hoztak, ezek hatására a Vatikánban is belátták, hogy nekik is a nép anyanyelvét kellene használniuk szertartásaikon; ezért a II. vatikáni zsinat határozata szerint a liturgia minden területén: a miséken, a szentségek kiszolgáltatásánál és egyéb szertartásoknál is ajánlatos és hasznos a vallásos közösség anyanyelvén szólni a hívőkhöz.

##### A liturgia szó újabb katolikus meghatározásai
A katolikus teológián, illetve liturgikán belül a liturgiát sokféleképpen próbálták meghatározni. A 19. század végén induló katolikus liturgikus mozgalom egyik képviselje, a belga Lambert Beauduin a liturgiát az egyház kultuszának nevezi. A bencés Odo Casel kutatásai alapján így fogalmaz: a liturgia Krisztus üdvözítő tetteinek (kereszthalálának és feltámadásának) megjelenítése az Egyház szertartásaiban, melyek révén a megváltás üdvözítő eseményei jelenvalóvá lesznek a szimbólumok fátyla alatt.

A liturgikus mozgalom eredményeit XII. Piusz pápa 1947-ben a Mediator Dei kezdetű enciklikájában foglalta össze, ahol az értékes megállapításokat kiválogatta és szentesítette. Az enciklika definíciója a II. vatikáni zsinat gondolkodásának meghatározója és kiindulópontja is lett:
"A szent liturgia tehát nem más, mint az a nyilvános istentisztelet, amelyet a mi Üdvözítőnk, mint az Egyház feje, bemutat a mennyei Atyának, és amelyet a hívek közössége bemutat Alapítójának és rajta keresztül az örök Atyának. Tehát, röviden összefoglalva, a szent Liturgia Jézus Krisztus egész titokzatos testének, a Fejnek és a tagoknak nyilvános istentisztelete." (XII. Piusz pápa: Mediator Dei, 20.)
Ezt a meghatározást a II. vatikáni zsinat a következőképpen erősítette meg:
"Méltán foghatjuk föl tehát a liturgiát úgy, mint Jézus Krisztus papi hivatalának gyakorlását, melyben érzékelhető jelek jelzik és a maguk sajátos módján meg is valósítják az ember megszentelését, és Jézus Krisztus misztikus teste, vagyis a fő és a tagok együtt, teljes értékű, nyilvános istentiszteletet mutatnak be." (Sacrosanctum Concilium, 7.)
"A liturgia az a csúcspont, mely felé az Egyház tevékenysége irányul; ugyanakkor az a forrás is, amelyből fakad minden ereje. Az apostoli munkának ugyanis az a rendeltetése, hogy mindazok, akik a hit és a keresztség által Isten gyermekei lettek, jöjjenek össze, az Egyház közösségében dicsérjék Istent, vegyenek részt az áldozatban, és vegyék az Úr vacsoráját. […] Tehát a liturgiából, elsősorban az Eucharisztiából mint forrásból fakad számunkra a kegyelem; s általa valósul meg Krisztusban a leghatásosabb módon az emberek megszentelése és Isten dicsőítése, melyre mint célra az Egyház minden más tevékenysége irányul." (Sacrosanctum Concilium, 10.).

### A liturgia teológiai megközelítései

#### Liturgia és misztérium
A katolikus liturgiában misztériumokat ünneplünk és misztériumok részeseivé válunk. Az Odo Casel által kifejtett misztériumteológia óta pedig a teológusok a liturgiát a misztériumos látásmód szerint is vizsgálják.
A görög müsztérion szó a müein igéből származik, amelynek klasszikus jelentése: bezárás, valami becsukása, elrejtése, eltitkolása. Azonban a Bibliában nem ebben az értelmében szerepel, nem elrejtendő titok, hanem Isten titkait jelenti, Isten üdvözítő tervét, amely a prófétákon keresztül adott kinyilatkoztatás tárgya (vö. például Ám 3,7), azaz olyan titok, amelyet ismertté kell tenni (vö. Ef 3,2-12; Kol 1,25-26). A "titok" tárgya Istennek Krisztus kereszthalálával megvalósult üdvösség terve – ez volt kezdettől elrejtve a teremtő Istenben. Ez a Krisztus-misztérium, azaz Jézus Krisztus élete és halála (annak eseményeivel, halálával, feltámadásával) folytatódik a történelemben és az egyes ember életében: ez a történeti misztérium. Amennyiben Krisztus misztériuma folytatódik tovább az Egyházban, maga az Egyház is misztérium, alap-szentség, amellyel megszenteli a világot és megdicsőíti Istent. Azok a jelek, szertartások, amelyek a liturgiában ténylegesen közlik a megváltás kegyelmét, a kultikus misztérium.
A II. vatikáni zsinat megfogalmazása szerint:
A liturgia által „»megvalósul a megváltás műve«, a legnagyobb mértékben hozzásegít ahhoz, hogy a hívek életükkel kifejezzék és másoknak megmutassák Krisztus misztériumát és az igaz Egyház sajátos természetét; tudniillik, hogy egyszerre emberi és isteni, látható, ugyanakkor láthatatlan javakban gazdag, buzgón tevékenykedik és elmerül a szemlélődésben, jelen van a világban, de az ég felé zarándokol; úgy azonban, hogy benne az emberi az istenire, a látható a láthatatlanra, a tevékenység a szemlélődésre, a jelenvaló a jövendő örök hazára irányul és annak van alárendelve.” (Sacrosanctum Concilium, 2.)

#### Krisztus jelenléte a liturgiában
Az Újszövetség számos más megközelítés mellett úgy is bemutatja Jézust, mint aki Isten, az Atya előtt papi tevékenységet végez: életével, halálával és föltámadásával bemutatja az egyszeri és tökéletes áldozatot, s ezzel hatékonyan jár közben az emberiségért. Noha földi szemlélet szerint az ún. Krisztus-esemény konkrét történelmi időben zajlott le, Isten időtlenségét és változhatatlanságát alapul véve Jézus papi tevékenységét állandó, örök aktusnak kell tekinteni.

#### Liturgia és Egyház
A Jelenések könyve képszerűen mutatja be, ahogy az angyalok és szentek – vagyis az Istenhez hűségesek – a mennyben Istent dicsőítik. Az egyház hitvallásának kezdettől meghatározó eleme a „szentek közössége”. Következésképpen a földi egyház istentiszteletét és a „mennyei liturgiát” nem két külön dologként értelmezi, hanem egyetlen valóság két vetületének.
Az égi és földi liturgia egységében való hitet példázza a katolikus egyház eucharisztikus gyakorlatából vett alábbi idézet:
„Könyörögve kérünk, mindenható Istenünk,
szent angyalod vigye áldozatunkat mennyei oltárodra
isteni Fölséged színe elé,
hogy mi, akik erről az oltárról
Fiad szentséges testében és vérében részesülünk,
minden mennyei áldással és kegyelemmel elteljünk.” 

### Keleti rítus
A keleti rítusú liturgiák forrása Jeruzsálem, Antiókhia és Alexandria. Főleg a kis-ázsiai kappadókiai atyák (Nagy Szent Vazul) dolgozták át a sémita jellegű antiókhiai liturgiát görög nyelvre, amelyet aztán Aranyszájú Szt János honosított meg a császári székhely miatt egyre jelentősebbé vált Bizáncban. Ezt a görög nyelvű liturgiát vették át a melkita keresztények szír nyelven. Aranyszájú Szt János liturgiája a 7-8. században elterjedt egész keleten és Dél-Itáliában. 988-ban Vlagyimir kijevi orosz fejedelem megkeresztelkedett és ószláv nyelven átvette a bizánci rítust a létszámban és missziós tevékenységben kimagasló orosz egyház számára.

### Protestantizmus
A reformáció után létrejött protestáns egyházak zöme elvetette a pogány vallásokból eredő „szertartás-mágiát” : tömjénezés, szenteltvíz, oltár, szobrok és szentképek használata, körmenet, örökmécs stb.; csak az őskeresztények által alkalmazott keresztség és úrvacsora, az áhítatos ének, az ima és a prédikáció maradt meg, mint az istentisztelet része.
Az evangélikus liturgia a reformáció korában általában az ó- és középkori liturgia alapján épült ki, de az áldozati részek elhagyásával és a nemzeti nyelv bevezetésével. Mintául szolgált Luther „Deutsche Messe“ című műve (1528). Ez a lutheri liturgia a mai napig legteljesebben az északi országok evangélikus egyházaiban maradt meg, nálunk és a reformációs hatásnak erősebben kitett területeken elemei az istentiszteletből majdnem teljesen kiküszöbölődtek. 
A református liturgia kálvini alapelve: csak az lehet az istentiszteleten, amit a Szentírás előír. A liturgia isteni elemei: ige, sákramentum, áldás; emberi elemei: hitvallás, hálaadás, ének és ima, alamizsnálkodás. 

## Buddhizmus
A buddhista liturgia a tisztelet és odaadás szertartása, amelyet a buddhista szangha közösségen belül végeznek a buddhista világ szinte minden irányzatában. Gyakran naponta egyszer vagy többször végzik, és formája kicsit változhat a théraváda, a mahájána és a vadzsrajána irányzatok között.
A liturgia főként egy szútra vagy annak részleteinek, egy mantra (különösen a vadzsrajánában) és számos gatha énekléséből vagy recitálásából áll. Attól függően, hogy a gyakorló milyen gyakorlatot szeretne végezni, azt templomban vagy otthon is elvégezheti. A liturgiát szinte mindig egy vagy több tiszteletre méltó tárgy előtt végzik, fény-, füstölő-, víz- és/vagy áldozat kíséretében.

## Iszlám
A szalát a kötelező ima gyakorlata az iszlámban, szemben a dua-val, ami az arab könyörgés neve. Az iszlám öt pillér egyike.
A szalátot rituális mosakodás előzi meg, és általában naponta ötször végzik.
A dzikr az iszlám istentisztelet egyik formája, amelyben kifejezéseket vagy imákat mondanak az Istenre való emlékezés céljából.

## Fordítás
- Ez a szócikk részben vagy egészben  a   Liturgy című angol Wikipédia-szócikk ezen változatának fordításán alapul.  Az eredeti cikk szerkesztőit annak laptörténete sorolja fel. Ez a jelzés csupán a megfogalmazás eredetét és a szerzői jogokat jelzi, nem szolgál a cikkben szereplő információk forrásmegjelöléseként.